# Penda Bah
Penda Bah (1998. augusztus 17. – ) gambiai válogatott labdarúgó.

## Pályafutása

### Klubcsapatokban
2011-ben a Makasutu csapatánál kezdte a labdarúgást.
2015-ben az ország egyik legelismertebb női együtteséhez az Interiorhoz távozott. Még ebben az évben képviselte Gambiát a FIFA női labdarúgást népszerűsítő Live your Goals programján.
2019 februárjában egyéves szerződést írt alá a nigériai Dream Stars-hoz.

### A válogatottban
A Gambiai labdarúgó-szövetség hamar felfigyelt tehetségére és 2012-ben behívták az U17-es világbajnokságra készülő keretbe.
A Franciaország elleni mérkőzés 48. percében ő szerezte világversenyen a gambiai női labdarúgás első találatát.
2017-ben mutatkozott be első alkalommal nemzeti színekben és 2018-tól a válogatott csapatkapitánya.

## Sikerei

### A válogatottban
Gambia
- U17-es világbajnoki részvétel: 2012